# Weridiana z Castelfiorentino
Weridiana (Wirydiana) z Castelfiorentino (ur. w 1182 w Castelfiorentino; zm. 3 lutego 1242 tamże) – Święta Kościoła katolickiego, rekluza.

## Życiorys
Urodziła się w szlacheckiej rodzinie. Szczególnie pomagała biednym i odbywała pielgrzymki. Zbudowała celę w Castelfiorentino, gdzie modliła się pozostając w samotności. Została przyjęta przez św. Franciszka z Asyżu do trzeciego zakonu. Zmarła mając 60 lat.
Kanonizował ją papież Klemens VII w 1533 roku.